# Schloss Hardenberg (Nörten-Hardenberg)

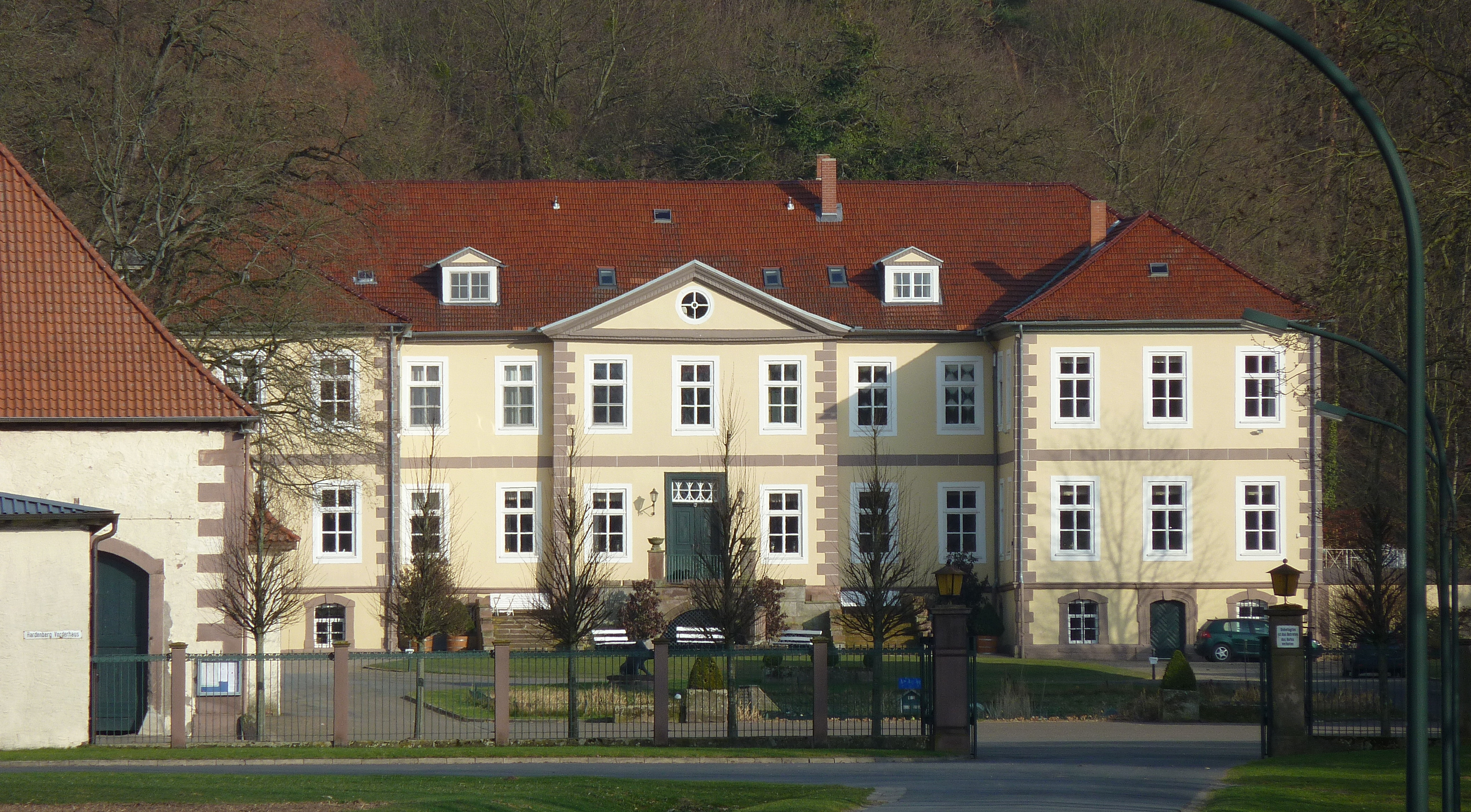
Schloss Hardenberg

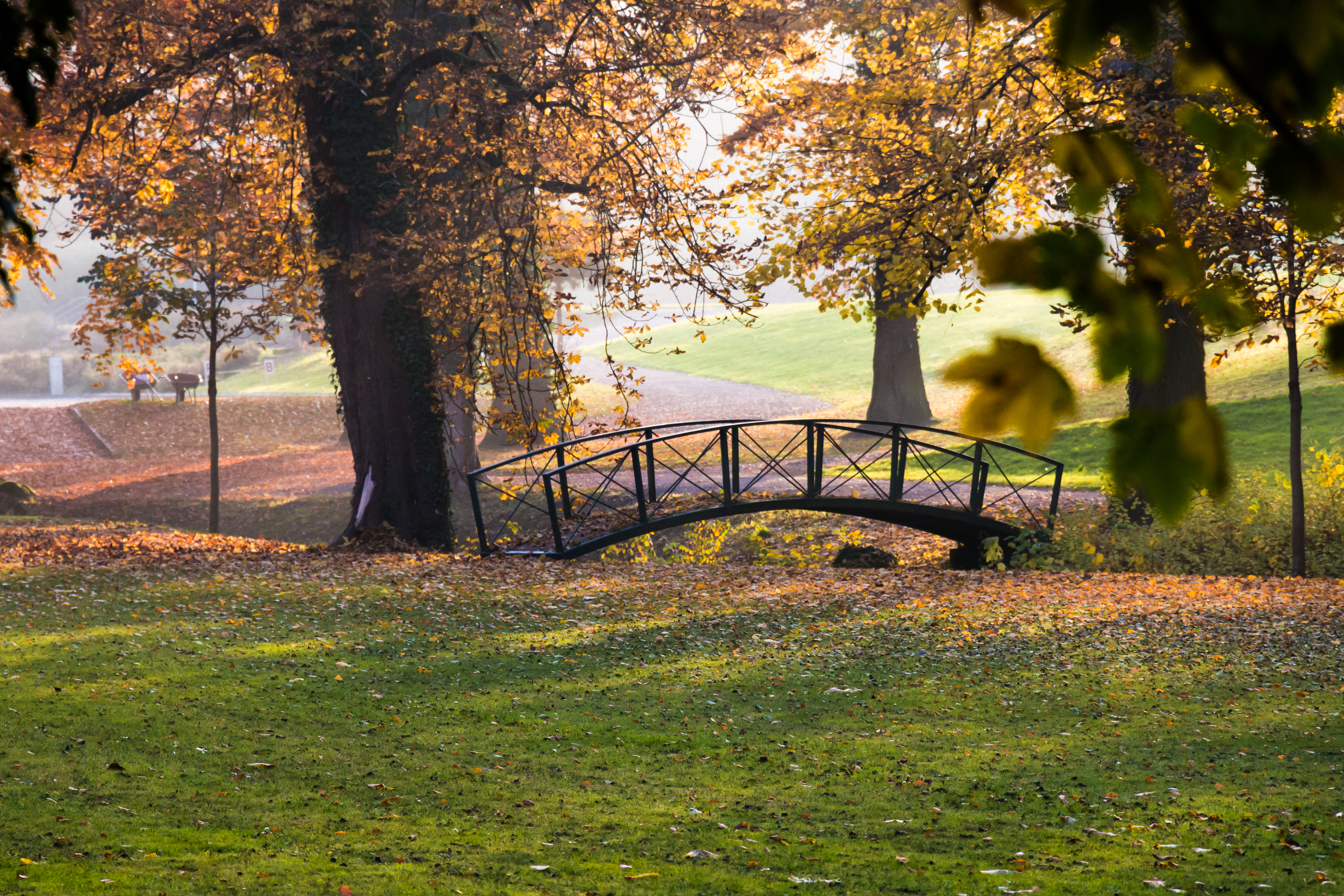
Schlosspark Hardenberg

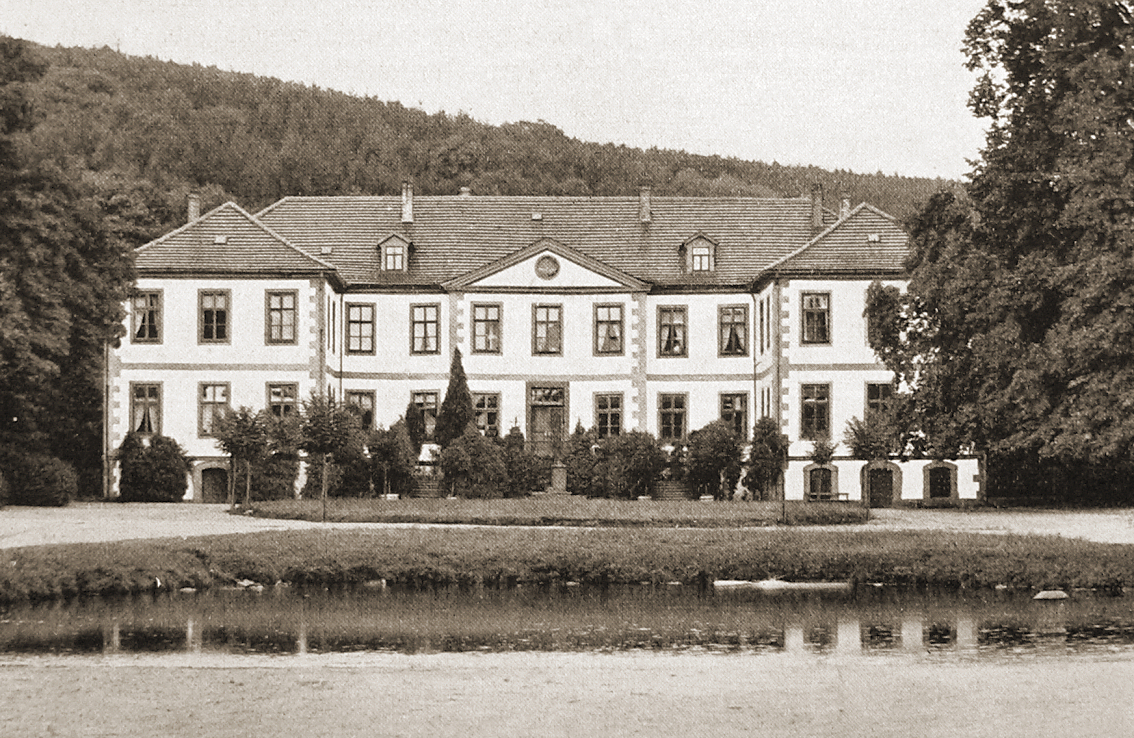
Hofansicht des Schlosses um 1912

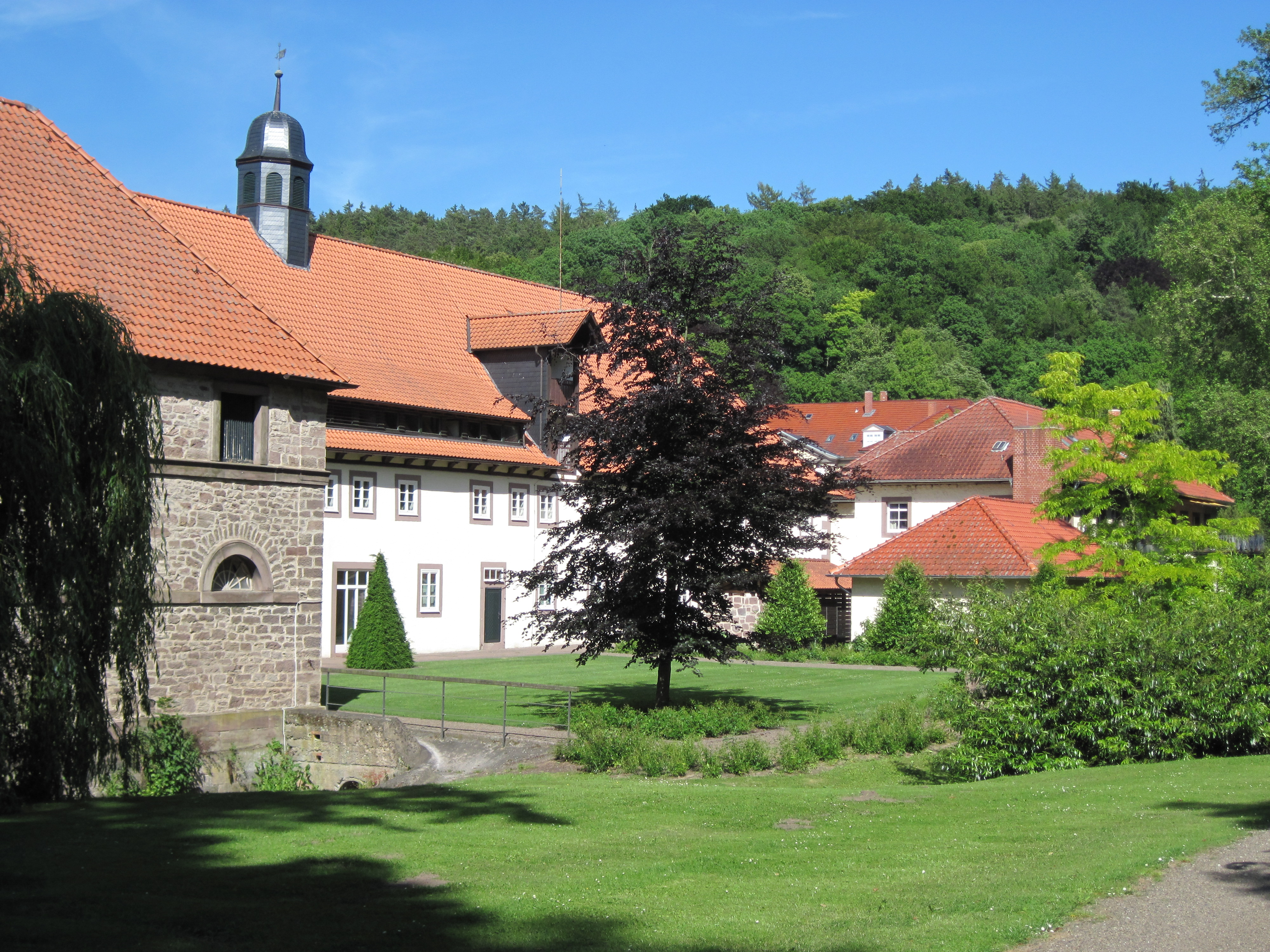
Gutshof Hardenberg

Das Schloss Hardenberg, auch Vorderhaus genannt, ist der private Wohnsitz der Grafen von Hardenberg in Nörten-Hardenberg (Landkreis Northeim, Niedersachsen). Die barocke Gutsanlage liegt am westlichen Fuß des Burgbergs etwa 600 m nordwestlich der Burgruine Hardenberg.
Das Herrenhaus wurde 1701–1710 erbaut, Baumeister war Georg Sigismund Schmidt aus Hannover. Die auf das Herrenhaus zielende Zufahrtsstraße wird von zwei lang gestreckten Wirtschaftsgebäuden aus der Mitte des 18. Jahrhunderts flankiert. Auf Veranlassung von Christiane von Reventlow, der Ehefrau von Karl August von Hardenberg, wurde Ende des 18. Jahrhunderts ein fast 100 Morgen großer Gutspark angelegt.
Das Schloss wurde um 1710 bezogen, als die nahegelegene Burg Hardenberg wegen Baufälligkeit als Wohnsitz aufgegeben werden musste. Im Gegensatz zum Rest des Hardenbergs wird das Schloss nicht touristisch genutzt.
Der Hardenberg erfasst den gesamten gräflichen Landsitz. Dort befindet sich unterhalb der Burgruine Hardenberg, das Hardenberg Burghotel mit Reitplatz, auf dem jährlich die internationalen Reitturniere um die „Goldene Peitsche“ ausgetragen wurden, und die Kornbrennerei Hardenberg-Wilthen sowie ein Golfresort und Landwirtschaft.
Zum weiteren Besitz der gräflichen Familie von Hardenberg gehören ebenfalls mehrere gastronomische Betriebe, ein Verkaufsladen, fünf Hotels  und ein Apartmenthaus.
Der 100 Morgen große Schlosspark und die Burgruine Hardenberg können mit einer Führung besichtigt werden.
Zu den jährlichen Veranstaltungen im Schlosspark Hardenberg gehören im Frühjahr Marjas Pflanztage und die Keilertage sowie das Sommerfest, zudem gibt es seit einigen Jahren im Winter eine Natureisbahn.
2020 hat Carl Graf von Hardenberg jun. (* 1988) die Geschäftsführung von seinem Vater Carl Graf von Hardenberg sen. (* 1955) übernommen.